# Gymnodamaeus bicostatus
Gymnodamaeus bicostatus är en kvalsterart som först beskrevs av Koch 1835.  Gymnodamaeus bicostatus ingår i släktet Gymnodamaeus och familjen Gymnodamaeidae. Inga underarter finns listade i Catalogue of Life.